# Фарцовка
Фарцо́вка — сленговое название запрещённой в СССР подпольной покупки/перепродажи (спекуляции) труднодоступных или недоступных рядовому советскому обывателю дефицитных импортных товаров. Подавляющим большинством предметами предложения и спроса фарцовки выступали одежда и аксессуары. Также популярными были звуконосители (виниловые пластинки, аудиокассеты, бобины), косметика, предметы быта, книги, чеки Внешпосылторга и т. д.
Предметы фарцовки, или само явление вообще называлось «фарца́».
Фарцовщиками были, в основном, молодые люди (студенты), а также лица, по роду своей деятельности имеющие возможность тесно общаться с иностранцами: гиды, переводчики, таксисты, проститутки и т. д.
Подавляющим большинством покупателей на рынке сбыта товара, добытого фарцовщиками (в 1950-х — 1960-х годах) были т. н. «стиляги». 
Позже, в 1970 — 1980-х годах, все, кто имел деньги и желал оригинально одеться, приобрести импортный ширпотреб или технику, книги или импортные музыкальные записи, прибегали к услугам фарцовщиков. В эти годы сменились и источники фарцовки, и само понятие приобрело более широкое значение. Теперь основное занятие большинства из тех, кого называли фарцовщиками, заключалось в покупке через знакомых, имеющих блат или возможность выезжать за рубеж, дефицитных товаров и продуктов.

## Этимология
Точное происхождение понятия «фарца» достоверно не известно. Некоторые из представителей, занимающихся сбором современного фольклора, считают, что корни исходят от старого одесского слова «форец» — «форецом» называли человека, «который много говорит и своим красноречием сбивает цену, скупает товар по дешёвке и тут же рядом продаёт его втридорога».
Лица, занимавшиеся фарцовкой, назывались «фарцовщиками» (самоназвания: «утюг», «бомбила/о», «фарца́», «фарец», «маклак», «деловар», «штальман»).
По мнению писателя Б. Н. Тимофеева, высказанному в изданной в 1960-е годы книге «Правильно ли мы говорим?», слово фарцовщик — это искажённое жаргонное слово «форсельщик», которое ведёт происхождение от англ. for sale в составе стандартного вопроса, с которым фарцовщик обращался к иностранному туристу: англ. Do you have anything for sale? (У вас есть что-нибудь на продажу?»).

## История
VI Всемирный фестиваль молодёжи и студентов, проходивший в 1957 году в Москве, стал колыбелью фарцовки как широкомасштабного явления.
Фундамент фарцовки составляли три основы:
- дефицит товаров;
- наличие большого числа иностранцев в городе;
- непропорциональный официальный курс валюты.

Отсутствие любого из этих условий приводило к тому, что фарцовка в данном населённом пункте не имела места. Там, где иностранцы не водились, не у кого было покупать товары, а (гипотетический) адекватный обменный курс валюты делал бы для иностранцев бессмысленным продажу с рук взятых с собой в поездку товаров.
Экономическим базисом фарцовки являлось:
- наличие во второй половине XX века значительного спроса на качественные, красивые, редкие или оригинальные вещи, товары при тотальном дефиците в СССР.
- «приоткрытый» железный занавес — иностранные граждане получили возможность в качестве туристов посещать крупные города СССР.
- отсутствие уголовного наказания непосредственно за эту деятельность (правда, задержать, обвинить и судить могли за валютные операции, часто сопутствовавшие фарцовке, за спекуляцию; также специально для борьбы с фарцовщиками была введена административная ответственность «за приставание к иностранцам»). Зачастую подобные обвинения оставались недоказуемыми, и побороть это явление было невозможно.

Наибольшее распространение фарцовка получила в Москве, Ленинграде, портовых городах и туристических центрах СССР.
Концом фарцовки стало налаживание сначала челночного, а потом и обычного товарообмена республик бывшего СССР с зарубежными странами на закате Перестройки в начале 90-х годов.

## Сленг
Ядром трансформации стандартного русского языка в язык фарцы стало использование английского, причём в последовательности, во многом типичной скорее для русского («тудей», «дид», «хау», «вери»), а также русификация английских слов путём присоединения русских окончаний («грины»). Другие особенности — наличие в речи элемента упоминавшейся выше криминальной фени («пятихатка») и собственных изобретений («клёво», «бомбил-а/о»).Павел Романов, Елена Ярская-Смирнова. Фарца: Подполье советского общества потребления
- Фарц, фарца́ — то же самое, что и фарцовщик
- Утюг — то же самое, что и фарцовщик в московском сленге (от необходимости «утюжить» по улице туда сюда рядом с гостиницей для встречи с фирмачом)
- Фирма́ч — иностранец
- Гамщик, пурукумщик (от англ. gum, фин. purukumi — жевательная резинка; также «утюжонок») — обычно малолетний (6-14 лет) попрошайка, не имеющий дела с валютой, выпрашивавший или выменивавший у иностранцев всякую мелочь — ручки, сигареты, мелкие сувениры и жвачку.
- Бомбить, разбомбить — вступить в деловые отношения с фирмачом (иностранцем)
- Дайм (англ. dime) — монета номиналом в 10 американских центов
- Зелень, грины, гренки — доллары США, конвертируемая валюта
- Капуста — деньги
- Комикс, комис, комок — комиссионный магазин, один из каналов сбыта «фирмы»
- Лейбл (англ. label) — нашивка, наклейка с торговой маркой
- Самострок — подделка, вещь с иностранным лейблом под «фирму», сделанная в СССР или Польше цеховиками.
- Скинуть — продать фирму́
- Максать (от фин. maksaa) — платить
- Фирма́ — собственно предмет фарцовки — одежда, обувь, аксессуары фирмача
- Морковка (от фин. markka) — финские марки
- Бундошка — немецкие марки
- Пусер (от фин. pusero — кофта) — толстовка
- Лопатник (от фин. lompakko — бумажник) — бумажник
- Сарай, бас (англ. bus — автобус) — туристический иностранный автобус
- Трасса — автодорога Выборг—Ленинград, по всему пути следования которой находились места, облюбованные фарцовщиками для своего бизнеса: стоянки, гостиницы, рестораны, санатории…
- Галёра — галерея универмага Гостиный Двор в Ленинграде, место сбыта нафарцованного товара
- Юги — югославы
- Бундеса — немцы из ФРГ
- Дедероны (от немецкого названия капрона — дедерон), дырки (от аббревиатуры DDR) — немцы из ГДР
- Демократы — приезжие из стран СЭВ и «социалистической ориентации» и вещи оттуда же («фирма? — не, демократы»), включая имитации вещей из капстран
- Штатники — туристы из США
- Бритиша — туристы из Великобритании
- Алёра — туристы из Италии
- Финики, турмалаи — туристы из Финляндии
- Стейцы — американские туристы
- Мамылыги — румынские туристы
- Дыни — югославские динары, имели практически нулевую стоимость, ими расплачивались с интуристами вместо советских рублей
- Шмен —  любимая игра на галёре
- Ломщики  —  мошенники, при расчете заламывают купюры и продавец получаете значительно меньше, уверенно думая, что получили полную сумму. Обычная ситуация на галёре.

## В культуре
- Одним из первых упоминаний является серия киножурнала «Фитиль», где роль фарцовщика исполнил Леонид Быков.
- В кинофильме «Иван Васильевич меняет профессию» главный герой Шурик, дабы отправить царя Ивана Грозного назад в прошлое, пытается купить транзисторы для машины времени. Не найдя их в магазине, он покупает их у спекулянта-фарцовщика.
- Телесериал «Фарца» (2015)
- Новелла «Иностранцы» в альманахе «Совершенно серьезно» (1961) саркастически высмеивает двух незадачливых фарцовщиков, ставших жертвами советского журналиста, который выдал себя за американца.
- У Михаила Веллера есть рассказ «Легенда о родоначальнике Фарцовки Фиме Бляйшице».